# Systropha androsthenes
Systropha androsthenes là một loài Hymenoptera trong họ Halictidae. Loài này được Baker mô tả khoa học năm 1996.